# Columbus megye
Columbus megye az Amerikai Egyesült Államokban, azon belül Észak-Karolina államban található. Megyeszékhelye és legnagyobb városa Whiteville. Lakosainak száma 50 623 fő (2020. április 1.). Columbus megye Bladen, Pender, Brunswick, Horry, Dillon és Robeson megyékkel határos.

## Népesség
A megye népességének változása:
| Lakosok száma | 57 971 | 57 834 | 57 593 | 57 246 | 56 694 | 50 623 |
|               | 2010   | 2011   | 2012   | 2013   | 2015   | 2020   |